# Codonoblepharum
Codonoblepharum là một chi rêu trong họ Calymperaceae.